# Konstnärshemmet Lallukka
Lallukka Konstnärshem är en bostads- och ateljébyggnad för bildkonstnärer, scenkonstnärer och musiker, belägen i stadsdelen Främre Tölö i Helsingfors på Apollogatan 13 och Södra Hesperiagatan 14. Byggnaden, som färdigställdes 1933, ägs och underhålls av Juho och Maria Lallukkas Konstnärshem-stiftelse.

## Historia
Stiftelsen grundades av affärsmannen från Viborg, handelsrådet Juho Lallukka och hans hustru Maria Lallukka. I sitt inbördes testamente från 1908 bestämde Juho och Maria Lallukka att när båda makarna hade gått bort, skulle en majoritet av dödsboets egendom användas för att grunda en stiftelse vars uppgift var att upprätthålla ett konstnärshem i Helsingfors. Enligt testamentet var stiftelsens syfte att säkra konstnärernas försörjning. Konstnärshemmet skulle vara en fristad där konstnärerna kunde skapa konst, fria från vardagens bekymmer.
Från början var det klart att konstnärshemmet var avsett för framstående konstnärer. Författare lämnades utanför konstnärshemmet eftersom Finlands författarförbund 1910 inledde sitt eget husprojekt, vilket också fick ekonomiskt stöd i Lallukkas testamente. Grundtanken med konstnärshemmet var att bostäderna eller arbetsutrymmena skulle vara tidsbegränsade, men bostadsbristen efter andra världskriget gjorde detta omöjligt. Huset har varit hem för en stor mängd av Finlands främsta målare, skulptörer, kompositörer, musiker, regissörer och skådespelare.

## Arkitektur
Testamentet trädde i kraft efter Maria Lallukkas död 1923. Stiftelsen köpte en obebyggd tomt från Helsingfors stad på Apollon kalliot i Etu-Töölö. I praktiken var tomten en donation, eftersom staden och stiftelsen kom överens om att ingen köpeskilling behövde betalas så länge konstnärshemmet var i drift. Med de medel som testamenterats av Juho och Maria Lallukka utlystes 1932 en arkitekttävling för konstnärshemmet, som vanns av arkitekt Gösta Juslén. Byggnaden färdigställdes 1933. Den H-formade byggnaden sträcker sig från Apollonkatu genom kvarteret till Södra Hesperiagatan. Höjdskillnaden mellan gatorna är 11 meter, vilket motsvarar mer än tre bostadsvåningar. Byggnaden, som är ett funktionalistiskt exempel på 1930-talets arkitektur, har en imponerande fasad med stora ateljé-fönster som vetter mot Hesperia-esplanaden. Med andra donationer från Lallukka testamentet grundades bland annat Viipuri-biblioteket.